# بورنتین
بورنتین (به آلمانی: Borrentin) یک شهر در آلمان است که در Mecklenburgische Seenplatte District واقع شده‌است. بورنتین ۱٬۰۰۵ نفر جمعیت دارد.